# Kevin Brooks
Pour les articles homonymes, voir Kevin Brooks (écrivain) et Brooks.
Kevin Brooks, né le 12 octobre 1969 à Beaufort en Caroline du Nord, est un joueur américain de basket-ball. Il évolue au poste d'ailier.